# Prezioso feat. Marvin
Prezioso feat. Marvin è un gruppo di musica dance italiano fondato a Roma nel 1999, che nel corso degli anni ha ottenuto le prime posizioni delle classifiche musicali in vari paesi europei, tra cui Italia, Germania e Regno Unito.

## Carriera
Inizialmente era formato dal trio composto dai fratelli DJ Giorgio Prezioso (Roma, 23 febbraio 1971) ed Andrea Prezioso (Roma, 31 ottobre 1967) e da Alessandro Moschini (Roma, 2 agosto 1972), in arte "Marvin" (soprannome che deriva dalla somiglianza con il pugile statunitense Marvin Hagler); dal 2007 il gruppo si è ridotto a due elementi, dopo l'abbandono di Giorgio Prezioso, che andò a formare un duo con DJ Libex.
Il loro primo singolo, Tell Me Why, è stato un grande successo estivo del 1999, seguito da vari altri singoli, quali Let's Talk About a Man, del 2001, seguito da We Rule the Danza, dell'anno successivo. Ottiene un ottimo successo anche il remix di Voglio vederti danzare di Franco Battiato, nell'estate del 2003. Nel 2009 viene pubblicato il singolo I Believe, senza Giorgio Prezioso. Verso la fine dell'anno Prezioso ritorna nel gruppo, che produce una cover di The Riddle, famosa canzone del 1984 di Nik Kershaw nota per il suo testo privo di un reale senso.

## Discografia
Album in studio
- 2000 - Back to Life
- 2002 - We Rule the Danza
- 2003 - Voglio vederti danzare

EP
- 2000 - Emergency E.P.
- 2001 - Bonjour
- 2009 - The Riddle

Singoli
- 1999 - Tell Me Why
- 2000 - Let Me Stay
- 2000 - Voices
- 2000 - Back To Life
- 2000 - Emergency 911
- 2001 - Rock The Discothek
- 2001 - Let's Talk About a Man
- 2001 - Bonjour
- 2002 - We Rule the Danza
- 2002 - I Won't Let You Down
- 2002 - Somebody
- 2002 - In My Mind
- 2003 - Voglio vederti danzare (cover di Franco Battiato)
- 2004 - Le Louvre (cover di Diana Est)
- 2005 - Right Here Waiting
- 2005 - Rockin' Deejays
- 2006 - Survival
- 2007 - Touch Me
- 2007 - Emergency 911 (2007 Remixes)
- 2009 - I Believe
- 2009 - Happy Flight (The Never Ending Story)
- 2009 - The Riddle (cover di Nik Kershaw)
- 2010 - Alone
- 2011 - Song 2 (remix della canzone dei Blur)